# Паламарчук Георгій Михайлович
Паламарчу́к Гео́ргій Миха́йлович (нар. 15 січня 1919 — пом. 10 жовтня 2007) — командир торпедного катера «ТКА-12» 1-го окремого дивізіону торпедних катерів Охорони водного району Головної бази Північного флоту, старший лейтенант, Герой Радянського Союзу (1944).

## Біографія
Народився 15 січня 1919 року в місті Первомайську Одеської (тепер — Миколаївської) області в родині службовця. Українець. Член ВКП(б) з 1944 року.
Закінчив 2 курси Одеського інституту інженерів морського транспорту. У 1939 році призваний в РСЧФ. У 1941 році закінчив Каспійське вище військово-морське училище.
Учасник німецько-радянської війни з листопада 1941 року. Командир взводу, а з січня 1942 року — командир батальйону 74-ї окремої морської стрілецької бригади лейтенант Паламарчук брав участь в оборонних боях під Москвою. Був поранений, лікувався у шпиталі. Після одужання направлений на Північний флот.
Командир торпедного катера «ТКА-12» 1-го окремого дивізіону торпедних катерів Охорони водного району Головної бази Північного флоту старший лейтенант Г. М. Паламарчук до квітня 1944 року здійснив 80 бойових походів, потопив ворожий міноносець, висадив десант на узбережжя супротивника, врятував 6 радянських льотчиків, брав участь в 12 активних мінних постановках у водах супротивника.
Указом Президії Верховної Ради СРСР від 22 лютого 1944 року за успішне командування торпедним катером і героїзм, виявлений у боях з німецько-фашистськими загарбниками, Паламарчуку Георгію Михайловичу присвоєне звання Героя Радянського Союзу, з врученням ордена Леніна й медалі «Золота Зірка» (№ 3208).
Після війни продовжив військову службу. У 1975 році капітан I рангу Г. М. Паламарчук вийшов у відставку.
До 1993 року працював старшим експертом з питань кораблебудування та морських технологій Державного комітету з науки й техніки. Очолював ветеранську організацію, був керівником секції моряків — Героїв Радянського Союзу та Російської Федерації.
Помер 10 жовтня 2007 року. Похований у Москві на Троєкурівському цвинтарі.

## Родина
Г. М. Паламарчук був одружений з дочкою Двічі Героя Радянського Союзу, Маршала Радянського Союзу П. К. Кошового — кандидатом медичних наук Валентиною Петрівною Кошовою.
Їх син — Паламарчук Петро Георгійович (1955—1998) — радянський письменник.

## Нагороди
- Медаль «Золота Зірка» (№ 3208) Героя Радянського Союзу (22.02.1944);
- Орден Леніна;
- Орден Червоного Прапора;
- Орден Вітчизняної війни 1 ступеня;
- Два ордени Червоної Зірки;
- Орден «За службу Батьківщині у Збройних силах СРСР» 3-го ступеня;
- Медалі.

## Пам'ять
В Москві на будинку, де мешкав Г. М. Паламарчук, встановлено меморіальну дошку.
Торпедний катер «ТКА-12», командиром якого в роки війни був Г. М. Паламарчук, встановлений на постамент у місті Сєвєроморську Мурманської області.